# Cpf1
Cpf1 (von CRISPR-associated endonuclease in Prevotella and Francisella 1, auch Cas12a) ist eine Endonuklease und ein Ribonukleoprotein aus der antiviralen Abwehr CRISPR in den Bakteriengattungen Prevotella und Francisella.

## Eigenschaften
Cpf1 ist eine Endonuklease, die eine einzelsträngige gRNA bindet und anschließend eine zur gRNA komplementäre DNA bindet und schneidet. Daneben schneidet Cpf1 auch gRNA-Vorläufer zu aktiver gRNA. Wenn Cpf1 in E. coli exprimiert wird, werden Plasmide mit homologen DNA-Sequenzen zum ersten CRISPR-Spacer geschnitten und abgebaut. Cpf1 schneidet dsDNA und erzeugt ein sticky end mit einem 5'-Überhang von vier oder fünf Nukleotiden in einem Abstand zwischen 18 bzw. 22 bis 23 Nukleotiden nach dem Protospacer Adjacent Motif mit der Sequenz 5'-TTTV-3' (wobei V für C, G oder A steht). Daneben werden auch C-enthaltende PAM mit abweichender Sequenz gebunden, jedoch mit geringerer Effizienz.

## Anwendungen
Das Cpf1 wird im CRISPR/Cpf1-System zum Genome Editing verwendet. Durch den Schnitt von gRNA können mehrere verschiedene gRNA aus einer mRNA erzeugt werden, was das gleichzeitige Schneiden mehrerer DNA-Sequenzen (Multiplex Genome Editing) erleichtert. Durch Protein-Engineering wurden verschiedene Varianten von Cpf1 erzeugt, die andere PAM binden.